# Ne pleure pas Nanjing
Pour plus de détails, voir Fiche technique et Distribution.
Ne pleure pas Nanjing (Nánjīng yi jiu san qi, titre international : Don't Cry Nanking, aussi distribué sous le titre Nanjing 1937), est un film chinois de Wu Ziniu, sorti en 1995. Il revient sur le massacre de Nankin commis par l'Armée impériale japonaise en Chine au cours de la guerre sino-japonaise (1937-1945).
Parmi les personnages historiques, le film met en scène John Rabe et Minnie Vautrin (dont les noms ont curieusement été changés en John Robbins et Whitney Craft dans la version anglaise). On y trouve également une illustration hors contexte du célèbre concours de décapitation de 100 personnes tenu entre les soldats Toshiaki Mukai et Tsuyochi Noda entre Shanghai et Nanjing.
Parmi les scènes les plus spectaculaires, on retrouve l'exécution à la mitrailleuse de milliers de prisonniers de guerre chinois.
Ayant été réalisé avant la parution d'études comme Le Viol de Nankin d'Iris Chang, le film montre le général Iwane Matsui comme étant le responsable de l'ordre de tuer tous les prisonniers et omet toute référence au prince Yasuhiko Asaka.

## Synopsis
Une famille, constituée d'un médecin chinois, de sa femme enceinte d'origine nippone et de leurs deux enfants, fuit la Bataille de Shanghai et espère trouver refuge au sein de la capitale où a vécu auparavant le médecin.
Étant Japonaise, la femme doit tout d'abord cacher ses origines aux citoyens chinois, mais lorsque la ville est envahie par l'Armée impériale japonaise quelques jours après leur venue, c'est au tour du père de tenter de faire croire aux envahisseurs qu'il est Japonais alors que la famille tente de gagner la zone internationale de protection.

## Fiche technique
- Titre : Ne pleure pas Nanjing
- Titre original : Nánjīng yi jiu san qi
- Réalisation : Wu Ziniu
- Musique : Tan Dun
- Pays d’origine : Chine
- Durée : 110 min
- Date de sortie : 1995
- Interdit aux moins de 12 ans

## Distribution
- Chin Han - Shing Yin
- Rene Liu - Shu Qin
- Cho Yuet - Lui Oi
- Ulrich Ottenburger - John Rabe
- Michael Zannett - John Magee

## Recettes
À sa sortie en 1995, le film a rapporté 2 102 915 HK$ à Hong Kong.